# Kids’ Choice Awards (2011)
24-я ежегодная премия Nickelodeon Kids’ Choice Awards 2011 (Никелодеон Кидс Чойс Эвордс 2011) премия проводилась 2 апреля 2011 в Университете Южной Калифорнии, Galen Center и Парка университета южной Калифорнии. Ведущим был Джек Блэк. Церемония длилась 95 минут, и на сайте Kids’ Choice Awards был таймер, который показывал сколько осталось дней, часов, минут и секунд до начала вручения. Телетрансляция в России проходила 5 апреля 2011.

## Номинанты и исполнители, и трюки для KCA 2011

### Ведущие
- Джек Блэк

### Ведущие до церемонии
- Арон Фреш, Даниэлла Моне, Ноа Манк и Джефф Сатрен[англ.]}}

### Люди, вручавшие награды
| - Рассел Брэнд - Ник Кэннон - Миранда Косгроув - Розарио Доусон - Рэнди Джексон - Джо Джонас - Виктория Джастис - Ким и Кортни Кардашян - Хайди Клум - Джейн Линч | - Тейлор Момсен - Кори Монтейт - Кики Палмер - Рико Родригес II - Джейсон Сигел - Стивен Тайлер - София Вергара - Шон Уайт - The Big Show |

### Исполнители
- Big Time Rush — «Boyfriend» (с Snoop Dogg)
- The Black Eyed Peas — «I Gotta Feeling» с Джеком Блэком, «The Time (Dirty Bit)», «Just Can’t Get Enough»
- Уиллоу Смит — «21st Century Girl», «Whip My Hair»

### Исполнители до церемонии
- Виктория Джастис — Beggin' on Your Knees (Pre-Show)
- Train — Hey, Soul Sister (Pre-Show)

### Диктор
- Томас Кенни

### Специальные выступления
- Джим Керри появились в конце шоу в гигантском воздушном шаре.

### Выступления героевNicktoons
Сначала идет фильм а потом герой который появился в шоу
- Кунг-фу панда 2 и Кунг-фу панда: Удивительные легенды — По
- Пингвины из Мадагаскара — Пингвины и Король Джулиан
- Турбо-Агент Дадли — Пёс Дадли и Киска Каратистка
- Волшебные родители — Космо,Ванда и Пуф
- Планета Шина — Шин и Нэсмит
- Рио — Голубчик и Жемчужинка
- Monkey Quest — Обезьяны
- Фанбой и Чам-Чам — Фанбой и Чам-Чам

## Номинации

### Телевидение
| - Биг Тайм Раш - АйКарли (Победитель 3 раз подряд) - Всё тип-топ, или Жизнь на борту - Волшебники из Вэйверли Плэйс - Кевин Джонас из Jonas L.A. - Джо Джонас из Jonas L.A. - Коул Спроус из Всё тип-топ, или Жизнь на борту - Дилан Спроус из Всё тип-топ, или Жизнь на борту (Победитель 3 раз подряд) - Миранда Косгроув из АйКарли - '''Селена Гомес из Волшебники из Вэйверли Плэйс'' (Победитель 3 раз подряд) - Виктория Джастис из Виктория-победительница - Майли Сайрус из Ханна Монтана | - Дэвид Генри из Волшебники из Вэйверли Плэйс - Дженнет Маккарди из АйКарли (Победитель) - Бренда Сонг из Всё тип-топ, или Жизнь на борту - Ноа Манк из АйКарли - American Idol (Победитель) - America’s Funniest Home Videos - America’s Got Talent - Wipeout - Пингвины из Мадагаскара - Финес и Ферб - Скуби-Ду!:Корпорация тайна - Губка Боб Квадратные Штаны (Победитель 3 раз подряд) |

### Фильм
| - Каратэ-пацан (Победитель) - Гарри Поттер и Дары Смерти: часть 1 - Алиса в Стране чудес - Дневник слабака - Джек Блэк из Путешествия Гулливера - Джонни Депп из Алиса в Стране чудес (Победитель) - Дуэйн Джонсон из Зубная фея - Джейден Смит из Каратэ-пацан - Кристен Стюарт из Сумерки. Сага. Затмение - Майли Сайрус из Последняя песня (Победитель 2 раз подряд) - Эшли Джадд из Зубная фея - Эмма Уотсон из Гарри Поттер и Дары Смерти: часть 1 | - Как приручить дракона - Шрек навсегда - Гадкий я (Победитель) - История игрушек: Большой побег - Тим Аллен озвучивает героя из фильма История игрушек: Большой побег - Камерон Диас озвучивает героя из фильма Шрек навсегда - Том Хэнкс озвучивает героя из фильма История игрушек: Большой побег - Эдди Мёрфи озвучивает героя из фильма Шрек навсегда (Победитель) |

### Музыка
| - Джастин Бибер (Победитель) - Jay-Z - Бруно Марс - Ашер - Майли Сайрус - Селена Гомес - Katy Perry (Победитель) - Тейлор Свифт | - Big Time Rush - The Black Eyed Peas (Победитель 2 раз подряд) - Lady Antebellum - Jonas Brothers - «Mine» исполняет Тейлор Свифт - «California Gurls» исполняет Katy Perry и Snoop Dogg - «Hey, Soul Sister» исполняет Train - «Baby» исполняет Джастин Бибер и Ludacris(Победитель) |

### Спорт
| - Пейтон Мэннинг - Майкл Фелпс - Шакил О’Нил (Победитель) - Шон Уайт | - Линдси Вонн (Победитель) - Даника Патрик - Серена Уильямс - Винус Уильямс |

### Другие номинации
| - Дневник слабака (Победитель 2 раз подряд) - Дневники мужлана - Академия вампиров - Ведьма и волшебник - Just Dance 2 (Победитель) - Need for Speed: Hot Pursuit - Mario vs. Donkey Kong: Mini-Land Mayhem! - Super Mario Galaxy 2 | - Стив Карелл - Уилл Феррелл - Роберт Дауни-младший - Джеки Чан (Победитель) - Кейли Куоко - Джош Дюамель (Победитель) - Кевин Джеймс |

### Специальные номинации

#### Большая помощь
- Джастин Тимберлейк

## События в шоу

### Трюки с слизью
- Гигантский монстр грузовик перепрыгивает через 50-футовый дирижабль Nickelodeon через бассейн с слизью. — ведущий The Big Show